# گود هاوس‌کیپینگ

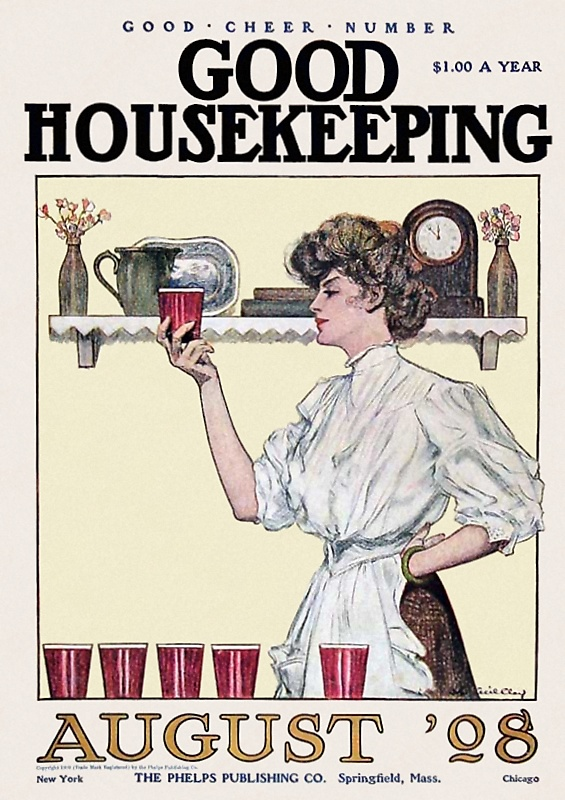
نسخه اوت ۱۹۰۸ میلادی

گود هاوس‌کیپینگ (به فارسی: خانه‌داری خوب) (به انگلیسی: Good Housekeeping) مجله‌ای است شامل امور خانه‌داری، خانواده، سلامتی، غذا، مد و دکوراسیون منزل که به صورت ماهانه منتشر می‌شود. این مجله که در انواع مختلف منتشر می‌گردد، در دو کشور بریتانیا و آمریکا در دسترس علاقه‌مندان است. گود هاوس‌کیپینگ برای اولین بار در سال ۱۸۸۵ میلادی در آمریکا و در سال ۱۹۲۲ میلادی در بریتانیا چاپ گردید.